# Nathaniel Semple
Nathaniel Meacom Semple (Liberty, 22 ottobre 1876 – St. Louis, 3 ottobre 1913) è stato un tennista statunitense.
Disputò i tornei di singolare e doppio di tennis ai Giochi olimpici di Saint Louis 1904. Nel torneo singolare fu sconfitto ai sedicesimi mentre nel torneo di doppio, assieme a Malcolm MacDonald, fu sconfitto agli ottavi.